# Fowlea flavipunctata
Fowlea flavipunctata — вид змій родини полозових (Colubridae). Мешкає в Південно-Східній Азії.

## Поширення і екологія
Fowlea flavipunctata мешкають в Індії, Бангладеш, М'янмі, Таїланді, Лаосі, В'єтнамі, Камбоджі Південному Китаї, а також на півночі Малайського півострова та на Тайвані. Вони ведуть напівводний спосіб життя, зустрічаються поблизу річок, струмків, боліт і ставків, а також на рисових полях. Живляться рибою і амфібіями.